# ハマビシ目
|  | アムボレラ目 スイレン目 アウストロバイレヤ目 センリョウ目 カネラ目 コショウ目 クスノキ目 モクレン目 ショウブ目 オモダカ目 ヤマノイモ目 タコノキ目 ユリ目 キジカクシ目 ダシポゴン科 ヤシ目 イネ目 ツユクサ目 ショウガ目 マツモ目 キンポウゲ目 アワブキ科 ヤマモガシ目 ツゲ目 ヤマグルマ目 グンネラ目 ハマビシ目 ニシキギ目 キントラノオ目 カタバミ目 マメ目 バラ目 ウリ目 ブナ目 フウロソウ目 フトモモ目 クロッソソマ目 ムクロジ目 フエルテア目 アブラナ目 アオイ目 ブドウ目 ユキノシタ目 ビワモドキ科 ベルベリドプシス目 ビャクダン目 ナデシコ目 ミズキ目 ツツジ目 ガリア目 リンドウ目 シソ目 ナス目 モチノキ目 セリ目 キク目 マツムシソウ目 |

ハマビシ目（ハマビシもく、Zygophyllales）は被子植物の目の一つ。

## 分類
2科が属する。
- ハマビシ科 Zygophyllaceae - 22属285種
- クラメリア科 Krameriaceae - 1属18種

APG II(2003)では、この2科は真正バラ類Iに分類されていたが、目レベルの分類階級は置かれていなかった。クロンキスト体系では、ハマビシ科はムクロジ目、クラメリア科はヒメハギ目に分類されていた。